# Sistema Drain-Back
El sistema Drain-Back es un método de captación de energía solar térmica para uso doméstico, compuesto por captador solar, y una unidad premontada con el acumulador, la regulación y el grupo de bombeo. Cuando la bomba del primario se para, los captadores se vacían de líquido. De esta forma no hay peligro de heladas ni de sobrecalentamientos. Gracias a su diseño evita la necesidad de instalar purgadores y vaso de expansión y autoprotege la instalación contra heladas y sobrecalentamientos. Además con este sistema son imposibles las pérdidas térmicas del acumulador por circulación nocturna o por gravedad.

## Funcionamiento
Como todos los equipos de energía solar térmica, la bomba del circuito solar lleva el líquido caloportador hasta el captador donde se calienta, para luego ceder la energía térmica en el intercambiador de calor al agua contenida en el acumulador. La novedad del sistema drain-back es que incluye aire en el sistema. Cuando el equipo está inactivo, el líquido caloportador se encuentra en el intercambiador de calor, mientras el captador y la tubería del circuito solar contienen el aire del sistema. Cuando la bomba se pone en marcha, el captador y el circuito solar se llenan con el líquido que empuja el aire del sistema hasta las espiras superiores del serpentín, diseñadas especialmente para contenerlo.
Todo este sistema está dirigido por la regulación, que apaga y enciende la bomba según los valores predeterminados y controla la temperatura máxima del acumulador.

## Ventajas
La tecnología drain-back ofrece importantes ventajas frente a los sistemas convencionales
- Es una instalación solar totalmente compacta y premontada
- La regulación detecta las temperaturas extremas, ya sean en épocas de heladas o de alta radiación solar, parando la bomba. Los captadores se llenan de aire evitando sobrepresiones y posibles inconvenientes.
- El sistema de drenaje automático evita la instalación y mantenimiento de purgadores y el vaso de expansión, imprescindibles en una instalación solar convencional.
- Es el sistema ideal para uso doméstico. Ya que la instalación es sencilla y la integración de los componentes hidráulicos en el acumulador y el ahorro del vaso de expansión y los purgadores aprovechas al máximo el espacio disponible.

## Desventajas
La altura máxima del circuito primario es de 15 metros.

## Historia
Este sistema fue patentado por la empresa líder alemana Wagner & Co (Vea la versión en Inglés Wagner & Co) en 2003. Que es conocida por la creación de kits y soluciones compactas para el uso de energías renovables en el hogar.
Desde entonces todas las empresas dedicadas a la energía solar térmica han desarrollado sus propios equipos con tecnología drain-back.